# Alyki Aigiou
Alyki Aigiou este o arie protejată (arie specială de conservare — SAC, sit de importanță comunitară — SCI, arie de protecție specială avifaunistică — SPA) din Grecia întinsă pe o suprafață de 18,61 ha, integral pe uscat.

## Localizare
Centrul sitului Alyki Aigiou este situat la coordonatele 38°15′49″N 22°06′29″E / 38.263736°N 22.108022°E.

## Înființare
Situl Alyki Aigiou a fost declarat sit de importanță comunitară în aprilie 1997 pentru a proteja 39 de specii de animale. Alte tipuri de protecție:
- arie de protecție specială avifaunistică (în octombrie 2001)[3]
- arie specială de conservare (în martie 2011)[2][4][5]

## Biodiversitate
Situată în ecoregiunea mediteraneană, aria protejată conține 3 habitate naturale: Lagune de coastă, Pășuni mediteraneene udate de apa mării (Juncetalia maritimi), Tufărișuri halofile mediteraneene și termo-atlantice (Sarcocornetea fruticosi).
La baza desemnării sitului se află mai multe specii protejate:
- păsări (38): fluierar de munte (Actitis hypoleucos), rață sulițar (Anas acuta), rață pitică (Anas crecca), rață mare (Anas platyrhynchos), fâsă-de-câmp (Anthus campestris), stârc cenușiu (Ardea cinerea), rață-cu-cap-castaniu (Aythya ferina), ciocârlie-cu-degete-scurte (Calandrella brachydactyla), fugaci roșcat (Calidris ferruginea), fugaci mic (Calidris minuta), prundăraș de sărătură (Charadrius alexandrinus), chirighiță-cu-aripi-albe (Chlidonias leucopterus), cristeiul de câmp (Crex crex), lebădă de vară (Cygnus olor), egretă mică (Egretta garzetta), lișiță (Fulica atra), piciorong (Himantopus himantopus), rândunică (Hirundo rustica), stârc pitic (Ixobrychus minutus), pescăruș râzător (Larus ridibundus), ciocârlie de pădure (Lullula arborea), codobatura galbenă (Motacilla flava), Numenius arquata arquata, vrabie negricioasă (Passer hispaniolensis), Phalacrocorax carbo sinensis, flamingo roz (Phoenicopterus roseus), corcodel mare (Podiceps cristatus), corcodel-cu-gât-negru (Podiceps nigricollis), cresteț pestriț (Porzana porzana), lăstun de mal (Riparia riparia), Spatula clypeata, chiră de baltă (Sterna hirundo), chiră mică (Sternula albifrons), turturică (Streptopelia turtur), fluierar de mlaștină (Tringa glareola), fluierar cu picioare verzi (Tringa nebularia), fluierarul cu picioare roșii (Tringa totanus), Zapornia parva
- reptile (1): Chelonia mydas

Pe lângă speciile protejate, pe teritoriul sitului au mai fost identificate 4 specii de păsări, 5 specii de mamifere.